# Abdij van Postel
De Abdij van Postel is een norbertijnenabdij in het dorp Postel in de Belgische gemeente Mol. In juli 2017 woonden er 19 broeders en paters in de abdij. Daarnaast verbleven er nog 6 religieuzen van de Postelse gemeenschap buiten de abdij.

## Geschiedenis

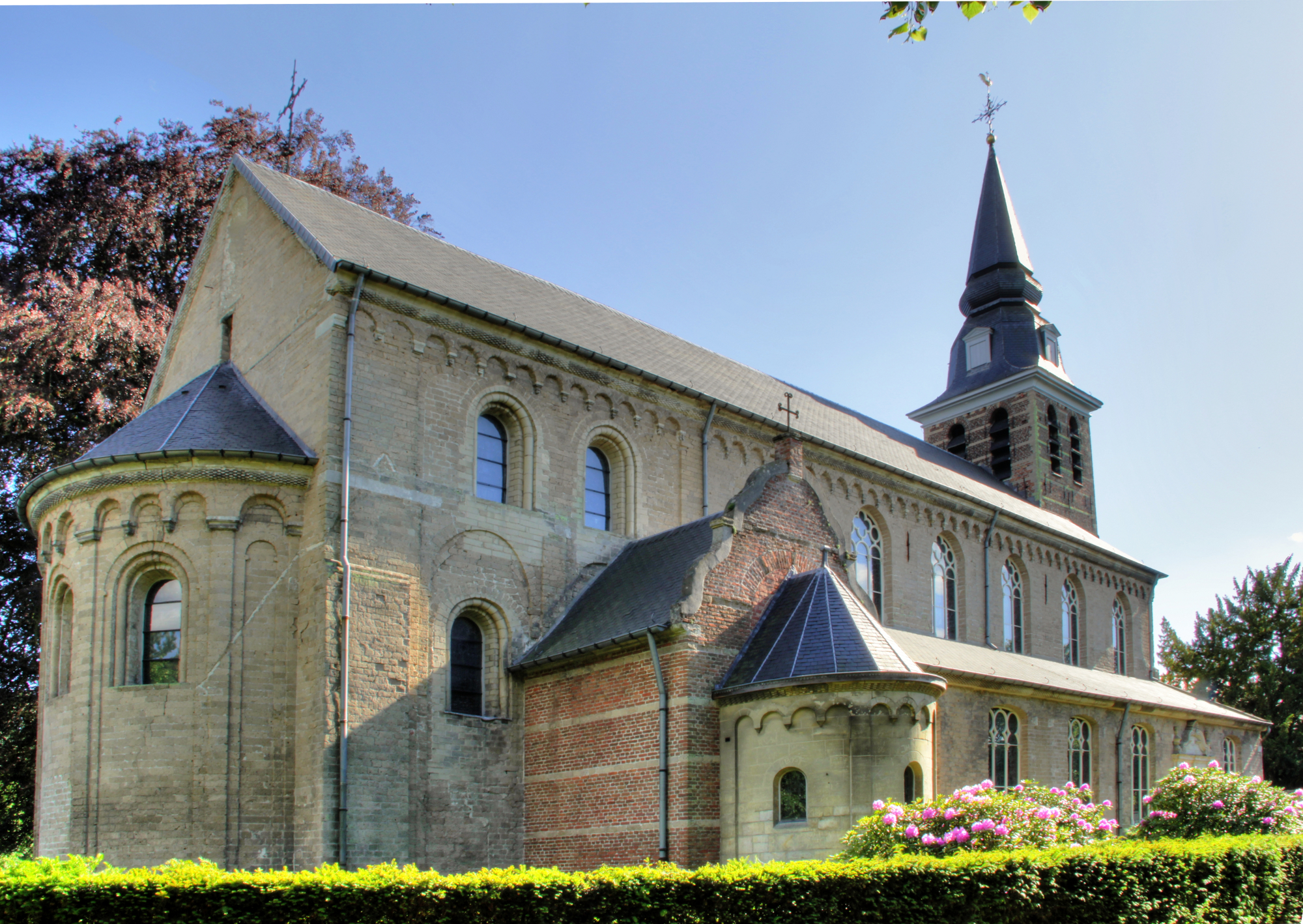
Postel: Abdijkerk Sint Niklaas

Het is bekend dat Postel in de 12e eeuw in handen was van ene Fastradus van Utwich, heer van Uitwijk in het land van Altena. Hij schonk rond 1134 een derde deel van zijn bezit in Postel aan de Abdij van Floreffe. Het kan zijn dat deze grond vroeger aan de Abdij van Corbie behoorde en nadien onrechtmatig in bezit was genomen. Nog vóór 1145 schonk Fastradus een derde deel van zijn "predium" van Reusel aan dezelfde abdij. De norbertijnen, die naar Postel gestuurd werden moesten hier een kerk bouwen. Te noteren valt dat Postel in de buurt van een kruispunt van verkeerswegen lag, die van west naar oost, van Breda naar Maastricht, en van noord naar zuid, van 's-Hertogenbosch naar Leuven, liepen en aan die plaats wel een bijzonder belang konden geven. De opvang van de reizigers was een grote taak van de kleine gemeenschap naast de andere taken. In 1140 werd een eerste bidplaats geconsacreerd. Die bleek echter veel te klein en er werd overgegaan tot de bouw van een grotere, die in 1190 geconsacreerd is en nu nog steeds in gebruik is als de oudste nog in gebruik zijnde norbertijnenkerk. Ondertussen werden er ook veel schenkingen gedaan van gronden die voornamelijk in het huidige Nederland liggen. Ook tal van molens kwamen in het bezit van de stichting. De opbrengsten werden deels gebruikt voor de dagelijkse armenzorg en deels gingen die naar de moederabdij Floreffe en de hertogen van Brabant.
Reeds in de 14e eeuw kreeg Postel met oorlogsschattingen te maken ten gevolge van de Brabantse Successieoorlog. De Brabantse hertog Wenceslaus I van Luxemburg was daarbij samen met 270 Brabantse ridders gevangengenomen en de losgelden werden ook van Postel geëist.
De nieuwe Gelderse Oorlogen van de 16e eeuw leiden andermaal tot brandschattingen. Later werd Postel nog door de Geuzen geplunderd. Intussen begon de contrareformatie vorm te krijgen. De afhankelijkheid van Floreffe ging een probleem vormen. Floreffe oefende immers het patronaatsrecht uit in vele parochies en benoemde zo nogal eens Waalse pastoors, die de landstaal niet machtig waren. Gezien Postel toen nog geen abdij was en dus geen noviciaat er op na mocht houden (en dus ook geen verdere priesteropleiding), verlangde bisschop Gijsbertus Maas van ’s-Hertogenbosch dat zulks er wel kwam. Dit leidde tot onderhandelingen met Floreffe, waarbij de landvoogden Albrecht van Oostenrijk en Isabella van Spanje een belangrijke rol speelden. Uiteindelijk bekwam de priorij zelfstandigheid, maar moest daarvoor een fiks bedrag betalen aan Floreffe. Zo werd Postel in 1613 een proosdij onder provisor Colibrant en bekwam in 1618 het statuut van zelfstandige abdij met Colibrant als eerste abt.
Daarbij werd ook als voorwaarde gesteld dat de Postelse abdij haar gastvrijheid jegens de armen en  de reizende gasten in niets mocht veranderen.
Abt Colibrant had intussen de 1200 m lange ringmuur opgetrokken en het renaissance-belfort (1610) gebouwd. Ook heeft hij de kerk voorzien van een koorgestoelte en ook van vele gotische elementen. In 1611 kwam er de bouw van de brouwerij.
Abt Colibrant bekomt van de landvoogden een betere regeling van de aalmoezenbedeling, gezien die op de spijndingdagen van Asdag en Witte Donderdag zo’n volkstoeloop kenden dat er plunderingen van de abdij uit voortvloeiden (n.l. in 1631 en 1632). Voortaan zou de bedeling in de verschillende dorpen zelf gebeuren.
Te noteren eveneens dat de abdij in de 17e en 18e eeuw regelmatig oorlogsschattingen diende te betalen. Ook de retorsieplakkaten door de Staatsen uitgegeven kostten de abdij veel geld. De Vrede van Münster van 1648 bracht duidelijkheid omtrent de landgrens, maar niet voor Postel, dat omstreden gebied bleef. De aangespannen rechtszaak daaromtrent werd pas in 1785 in het voordeel van Postel beslist, maar alle bezittingen ten noorden van de grens (48 hoeven en twaalf molens) bleven definitief eigendom van de Staatsen. Slechts negen hoeven en één molen bleven over, waardoor het inkomen van de abdij flink slonk zodat er moest overgegaan worden tot verkoop van bezittingen. Toch waren er nog bouwactiviteiten o.a. het hoofdgebouw, de refter en het gastenverblijf.
De abdij leverde samen met de andere norbertijnenabdijen veel pastoors aan de parochies in de noordelijke Nederlanden, die zo voor het katholicisme behouden bleven. Men gewaagt er van "de witte linie" tegen het protestantisme.
Bij het einde van de Franse Revolutie arriveerden de Franse troepen in 1797 en de kloosterlingen werden verdreven, de abdij met haar goederen aangeslagen, verkocht, terwijl ook abdijgebouwen afgebroken werden.
Na een afwezigheid van 50 jaren konden de kloosterlingen terugkeren en aan de heropbouw beginnen. De restauratie heeft 150 jaar geduurd omdat de middelen daarvoor zeer karig waren. In 1943 werden de roodkoperen brouwketels verkocht wegens armoede.
Het gasthof de Beiaard, in de ringmuur van de abdij gelegen, kwam er in 1960 en het bezinningscentrum (het eigenlijke gastenkwartier) met haar conferentiezalen staat sinds 1970 open ook voor retraites en seminaries van bedrijven.

## Gebouwen

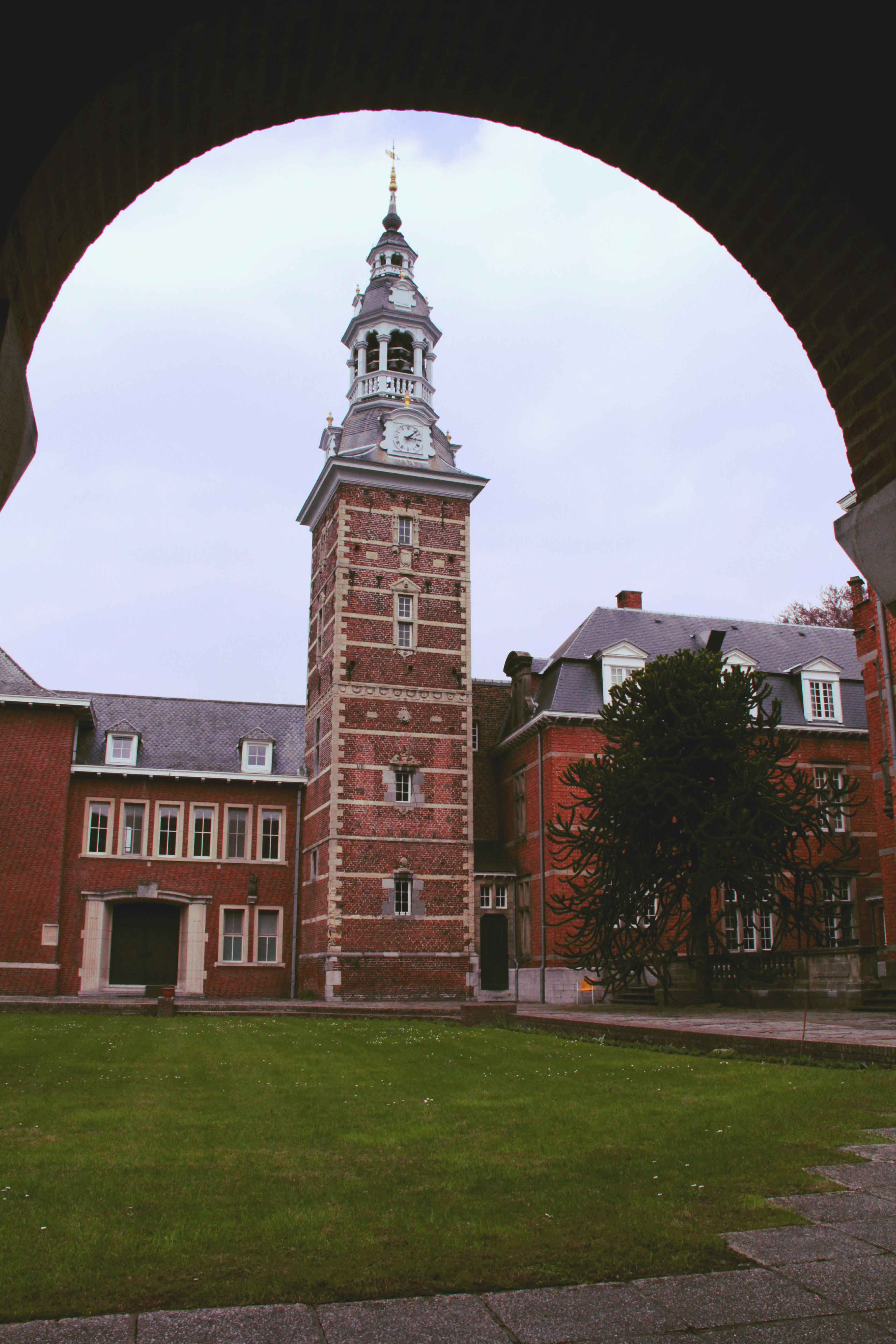
Beiaardtoren

- De Sint-Niklaaskerk uit 1190 werd in gewelf en ramen gedeeltelijk verbouwd van romaanse stijl naar gotische elementen, wat gebeurde in de 17e eeuw. De gotische sacristie dateert van 1631. Het koorgestoelte is deels van 1621 maar werd in 1930 uitgebreid, door Gustaaf Goethijn die ook voor beide mooie biechtstoelen zorgde terwijl het hoofdaltaar toen reeds tot voor het schip is gebracht.
- De abtswoning en het voormalig gastenkwartier uit 1731 met rococo-elementen.
- De reftergevel uit 1743 met binnen Italiaans rococo stucwerk in de zoldering (ca. 1750).
- De voorgevel (met uitzondering van het reftergebouw), bestaande uit rechts een vleugel uit 1631 en links de vleugel uit 1731 is in 1909 gerestaureerd.
- De oudste toegangspoort voor het volk is romaans en ligt achter in de kerk rechts (waar nu de devotiekapel is).
- De bibliotheekinhoud wordt nu geschat op een 100.000 banden. De oude boekenschat behelst 54 wiegendrukken. Het oudste boek dateert van 1475 een druk van Jan van Westfalen te Leuven. Verder zijn er 143 postincunabels (1500-1540) waaronder merkwaardige Antwerpse drukken. De Plantijndrukkerij  is present met een 350 werken waaronder de polyglot-bijbel en de statuten van het Gulden Vlies gedrukt op perkament. Daarnaast nog mooie atlassen waaronder een 15-delige uitgave van de Atlas van Willem Blaeu. Ook is er een collectie devotieboekjes, etsen en kopergravures.
- Er is in de gastenvleugel van 1713 een mooie verzameling van beeldhouwwerk van Edg. Fonteyne (taille-directe) in balksloffen en beelden. De geschilderde abtsportretten vertonen er drie; één de school van Rubens en twee barokportretten van de hand van Hans Laagland.
- De renaissancetoren uit 1610 draagt een lichte zilverklinkende beiaard van 49 klokjes waarop tijdens het toeristisch seizoen bespelingen worden gegeven ter attentie van het toerisme.

## Bekende norbertijnen
- Theodorus Ignatius Welvaarts (1840-1892), geschiedschrijver, prior en bibliothecaris-archivaris

## Abdijproducten

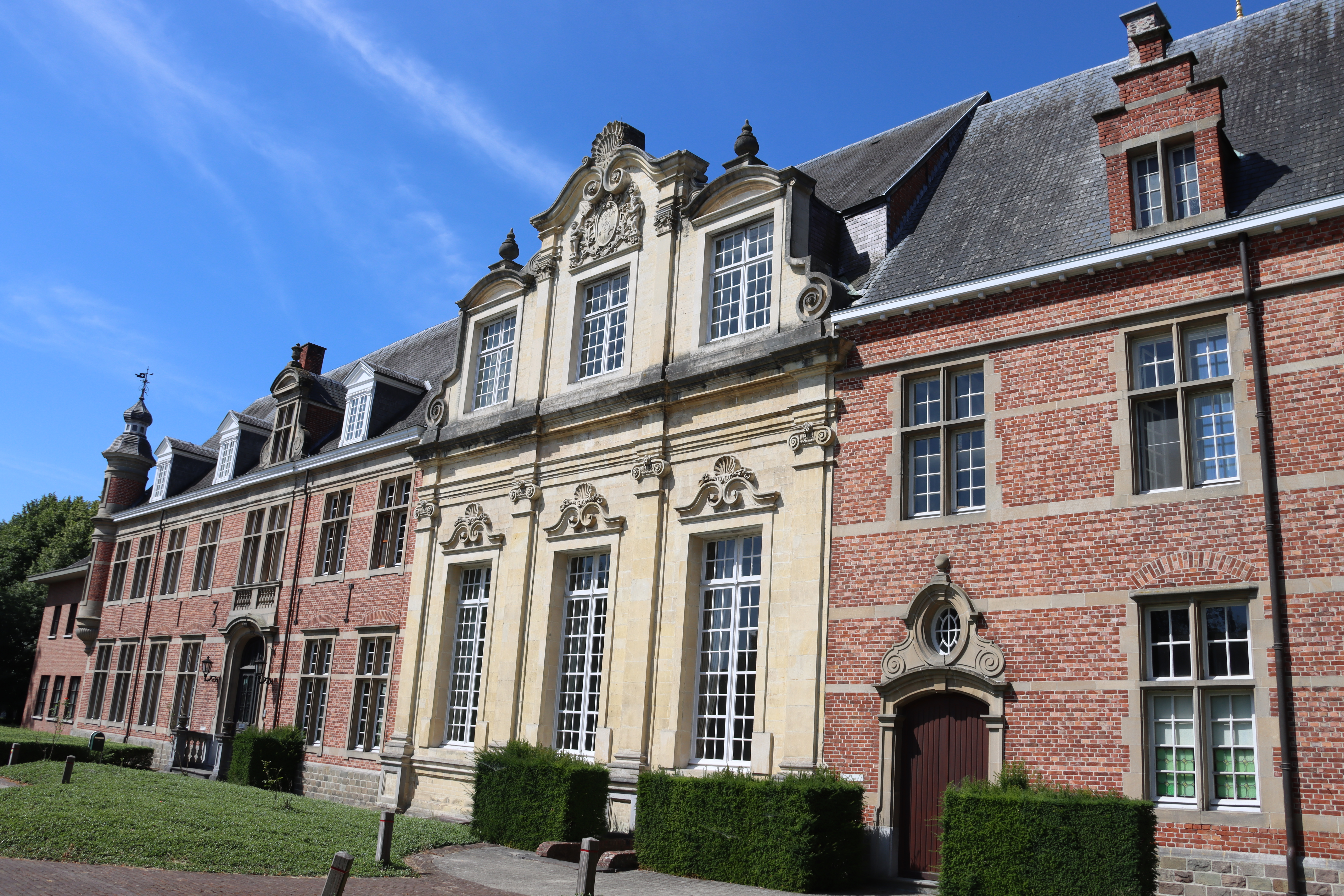
Postel: hoofdgebouw abdij

De abdij van Postel wordt dagelijks door pelgrims en dagjesmensen bezocht. In de abdij worden rondleidingen georganiseerd en rondom zijn er wandelingen uitgezet. De abdij heeft een eigen kaasproductie (1947). Sinds 1994 is er een nieuwe kruidentuin, waar onder meer kruiden voor de ginseng-productie wordt gekweekt. Er worden ook verschillende abdijproducten verkocht zoals abdijbrood, Abdijkaas en hesp (ham). Het Postel abdijbier wordt gebrouwen door Alken-Maes.

## Varia
- Sinds maart 2017 zijn de eeuwenoude perkamenten charters van de abdij online te bestuderen. De charters en andere oude Postelse archiefstukken zijn door Kempisch erfgoed (k.ERF) en het Rijksarchief gedigitaliseerd. Het Brabants Historisch Informatie Centrum (BHIC) in 's-Hertogenbosch maakt de inventaris en scans via zijn website doorzoek- en leesbaar.[2][3]

- In een attractie van het themapark de Efteling, de Villa Volta, wordt de abdij van Postel genoemd. In de tweede voorkamer van de attractie vertelt de animatronic van Hugo van den Loonsche Duynen dat hij de abdij beroofd heeft en vervloekt werd door een vrouwelijke geest.[4]